# José María Ávalos
El coronel José María Ávalos (Santa Fe, 1825 - Corrientes, 1896) fue un militar argentino que sirvió a las órdenes de varias provincias argentinas, la Confederación Argentina y del ejército nacional. En 1872 instaló en el paraje San Fernando una quinta en los mismos terrenos que habían pertenecido a la reducción indígena de San Fernando del Río Negro. La presencia de su quinta fue un factor decisivo en la elección del lugar para la fundación de lo que sería la ciudad de Resistencia.

## Los comienzos de su carrera militar
Comenzó su carrera militar en 1842, al dejar un empleo en un comercio de Concepción del Uruguay para unirse a las tropas del general José María Paz, a la sazón gobernador intruso de Entre Ríos, tras la victoria de éste en Caaguazú y la consiguiente invasión del ejército correntino a su mando a la provincia de Entre Ríos. Cuando la política del gobernador de Corrientes Pedro Ferré (el cual temeroso de que el general Paz realice lo mismo que hizo el general Juan Lavalle con el anterior ejército correntino), despojó del mando del ejército correntino a Paz y lo retiró a su provincia. Sin apoyo en una provincia hostil (la cual apoyaba al legitimo gobernador, general Justo José de Urquiza), Paz fue obligado a exiliarse en el Uruguay, José María Ávalos fue uno de los pocos en seguirlo; Ávalos participó en algunas contiendas en este país durante el Sitio Grande de Montevideo y en una ocasión fue herido de gravedad en el pecho. Luego siguió nuevamente a Paz a Corrientes, donde se alistaban las fuerzas que se enfrentarían con Juan Manuel de Rosas, gobernador de Buenos Aires. En la batalla de Vences fue tomado prisionero, y fue luego liberado por el general Urquiza con la condición de que asista al primer toque de reunión del ejército enterriano. En 1850, regresó a su provincia natal
El 1 de mayo de 1851 —mientras se desempeñaba como jefe de guarnición en Santa Fe de la Vera Cruz— estalló el histórico pronunciamiento de Urquiza contra Rosas. Los partidarios de Rosas encadenaron a Ávalos por creerlo en complicidad con Urquiza y fue trasladado a Santos Lugares, mas no llegó a destino porque una columna del ejército brasileño se interpuso y lo dejó en libertad. Ávalos se entrevistó entonces con el gobernador de Corrientes general Benjamín Virasoro, quien le ofreció un puesto militar en Corrientes, pero lo rechazó y en su lugar recuperó el cargo de jefe de la guarnición en Santa Fe. Al poco tiempo una nueva acusación de liderar un movimiento insurreccional lo hizo regresar a prisión; estuvo encarcelado durante 1 año, siendo liberado con la condición de no salir de la ciudad. A escondidas de las autoridades se trasladó a Buenos Aires, y se puso a los servicios del gobernador Pastor Obligado; Obligado lo destinó al mando del general Manuel Hornos, quien lo nombraría jefe de su escolta en octubre de 1854. De regreso a su provincia, en 1856 fue designado comandante general de armas de Santa Fe, pero por desavenencias con el gobernador general Juan Pablo López pidió su traslado a Paraná.

## Confederación Argentina y Ejército Argentino
Durante la batalla de Cepeda luchó en el bando de la Confederación Argentina, lo que le valdría el rango de coronel al año siguiente. Luego volvió a defender las causas de la Confederación en la batalla de Pavón. En 1863 el gobernador de Santa Fe Tomás Cullen lo nombró jefe de la policía provincial, pero no duraría mucho en el puesto, ya que el presidente Bartolomé Mitre lo convocó para defender la frontera norte de Santa Fe en el recién formado ejército nacional. Cuando se declaró la Guerra de la Triple Alianza, Ávalos organizó un batallón en la ciudad de Rosario, el cual se uniría al presidente Mitre en Ayuí. Dentro de esta guerra participó en numerosas acciones bélicas, destacándose la batalla de Curupaití, de la que logró salir ileso pese a que su caballo cayó acribillado a balazos. Fue trasladado nuevamente a Santa Fe por su delicado estado de salud, situación que duraría hasta 1867, año en que el gobernador lo envió a la provincia de Córdoba para someter al insurrecto Simón Luengo. Esta sería una de sus últimas acciones militares.

## Paraje San Fernando
En 1872 se instaló en el paraje San Fernando (actual provincia del Chaco), sobre los terrenos que había ocupado la reducción de San Fernando del Río Negro. El paraje se hallaba muy cerca de la costa sobre el río Paraná frente a la ciudad de Corrientes, y era uno de los pocos asentamientos blancos en desarrollo en el Gran Chaco, sustentado sobre la efímera reducción de San Buenaventura del Monte Alto y varios obrajes que explotaban la riqueza forestal del Chaco Oriental. 
Su quinta contaba con una pequeña dotación de seguridad que repelía los incesantes ataques indígenas, y cuando una comitiva nacional recorrió la zona en 1875 a fines de demarcar los lugares desde los cuales se poblaría el Territorio Nacional del Gran Chaco, se consideró la chacra de Ávalos como el asentamiento blanco más prometedor del lugar. La quinta de Ávalos contaba con plantaciones de árboles frutales y legumbres, diez habitaciones de material, galpones y taller de carpintería; además estaba rodeada por una empalizada de palo a pique para la defensa.
Considerando que en la elección del sitio para la fundación de la ciudad de Resistencia primó la preexistencia de la población de San Fernando por sobre estudios de la época que habían recomendado otros lugares cercanos más propicios para un asentamiento urbano, y los elogios que la Comisión que designaría el lugar para la fundación asignó a la quinta de Ávalos en particular, se puede aseverar que el coronel Ávalos tuvo un lugar preponderante en la creación de la Colonia Resistencia.
A su vez, en los años previos a la llegada de los inmigrantes, varias acciones bélicas se desarrollaron en torno a la empalizada del lugar, seguro refugio ante grandes malones que asolaron la zona en ese tiempo. El 10 de junio de 1875 una coalición de tribus atacó Resistencia, la pequeña guardia correntina ayudada por algunos obrajeros y las huestes del Cacique Leoncito resistieron al sur del poblado, mas luego se replegó hasta el fuerte de Ávalos hasta la llegada de los refuerzos que salieron esa misma noche de Corrientes. Los ataques se repitieron los días 11 y 12 con mayor virulencia, y tuvieron gran trascendencia nacional. Una versión popular asegura que el coronel Ávalos mató al cacique Leoncito en estos acontecimientos en un combate épico; esta aseveración es falsa, ya que Leoncito murió años después en un enfrentamiento con un cacique toba.
El otro evento conocido data del 25 de abril de 1876, cuando los caciques Leoncito y Cambá atacaron la población aprovechando el estado de indefensión en que la dejó la decisión del gobernador Napoleón Uriburu de perseguir tribus rebeldes hasta el río Bermejo. Ávalos comandó la defensa del lugar junto al Jefe Político Aurelio Díaz y el mayor Pedro Quijano, y también aportó sus obrajeros a la defensa. Esta sería la última gran andanada indígena contra el paraje.

## Últimos años
Entre 1870 y 1880 desempeñó algunos cargos militares en Corrientes, al mando del gobernador Santiago Baibiene y el interventor Manuel Derqui. Fue también parte activa de la recién iniciada población de Resistencia, de la que fue nombrado juez de paz. Se acogió al retiro en 1895 y falleció al año siguiente en Corrientes.